# Kleine Luppe
Die Kleine Luppe ist einer der zahlreichen Nebenarme der Weißen Elster in deren anastomosierendem Flusslauf (oft als Binnendelta bezeichnet). Sie fließt ausschließlich auf Leipziger Stadtgebiet und ist wasserrechtlich ein Gewässer I. Ordnung.
Die Kleine Luppe zweigt in Leipzig oberhalb des Palmengartenwehrs als linker Nebenarm von der Weißen Elster ab, wird durch ein Wehr in Lindenau reguliert, unterquert die Kuhturmstr. an der Angerbrücke und mündet im Leipziger Auwald bei Leutzsch in die Nahle.
Sie teilte sich in Lindenau im Bereich der Lützner Straße in den gleichnamigen westlichen und den Kuhburger Wasser genannten östlichen Lauf, der inzwischen verfüllt wurde. Letzterer vereinigte sich im Bereich des Amelungswehres im Niederholz mit der, kurz vorher von der Weißen Elster abgezweigten, Nahle, die sich wenig später mit der Kleinen Luppe vereinigte. Ab hier wurde sie nur noch Luppe genannt, trägt heute aber den Namen der zum Hochwasserschutz ausgebauten Nahle.
Die Kleine Luppe ist ein Teilstück der, beim Bau der Neuen Luppe mehrfach zerteilten, Luppe, die noch heute separat in die Saale mündet.

## Verlauf im Bild

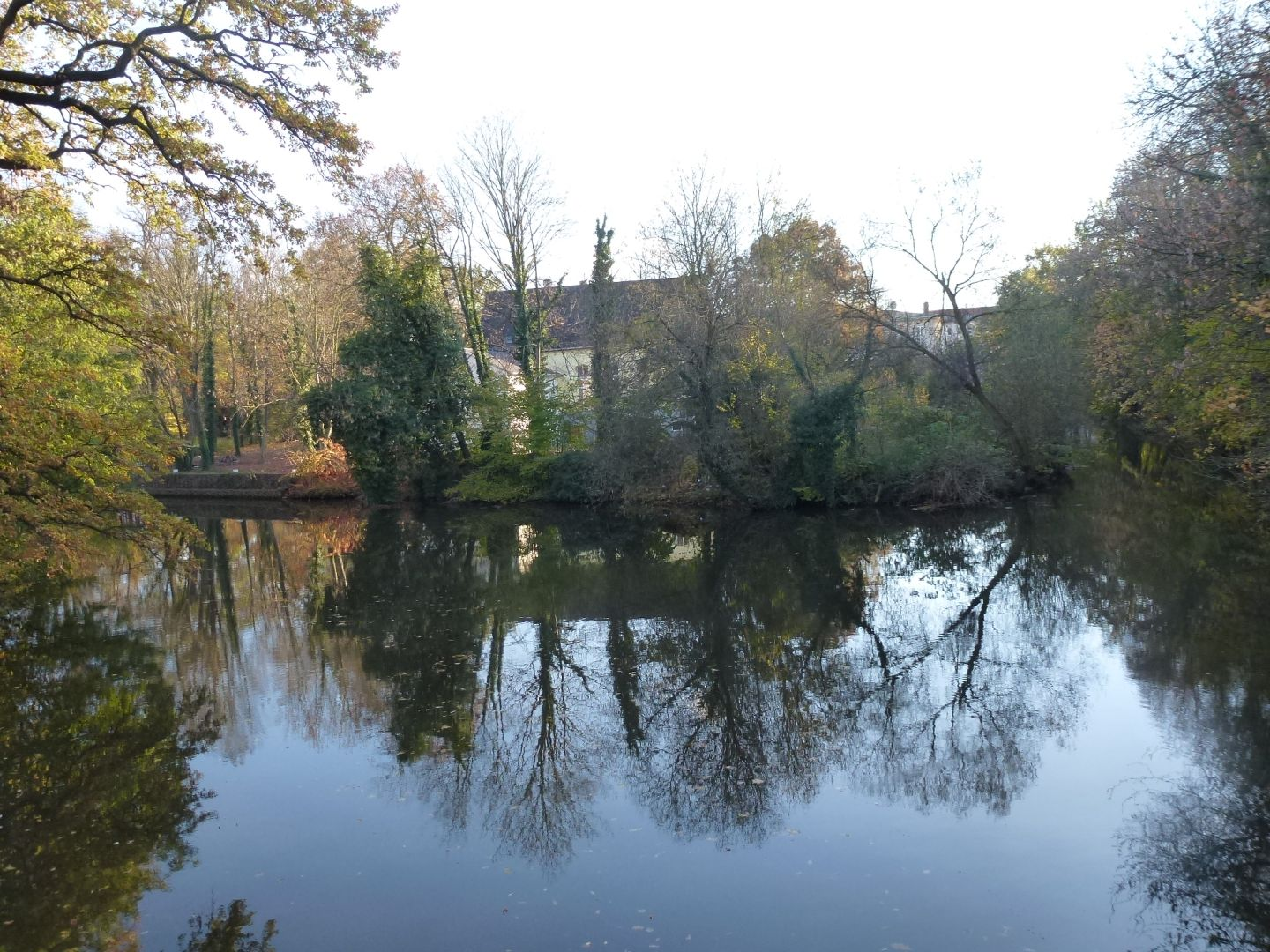
Abzweig der Kleinen Luppe (rechts) von der Weißen Elster (links)
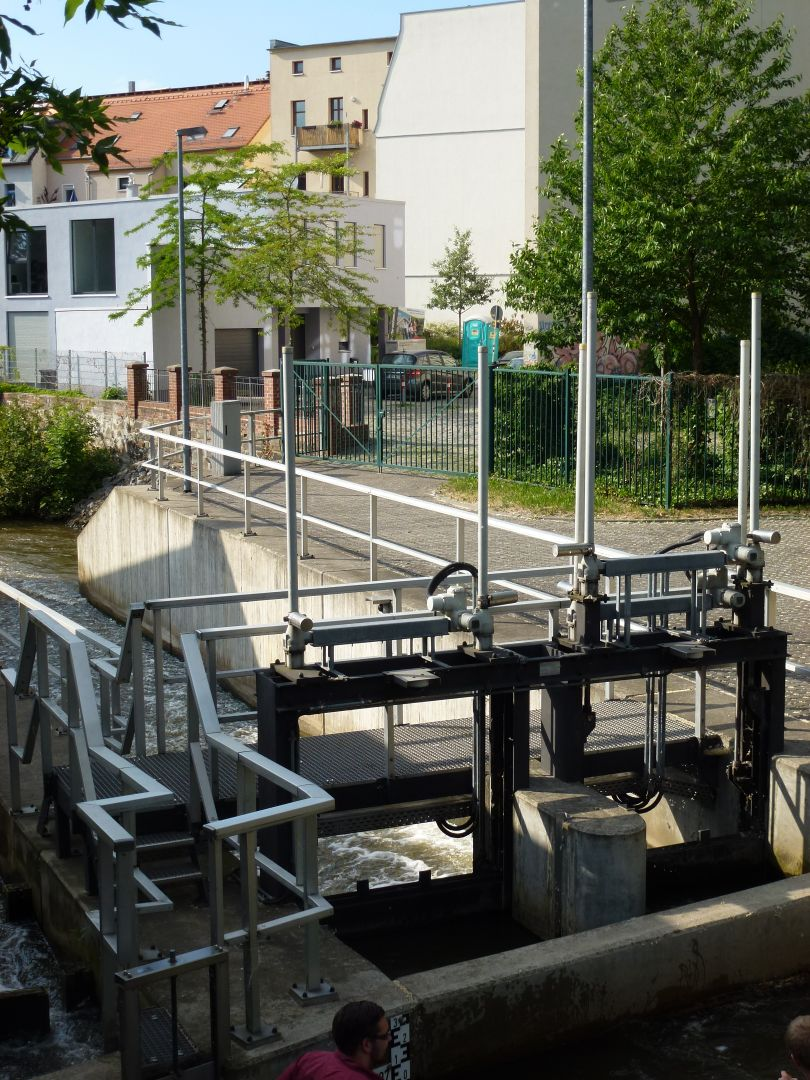
Wehr in Lindenau
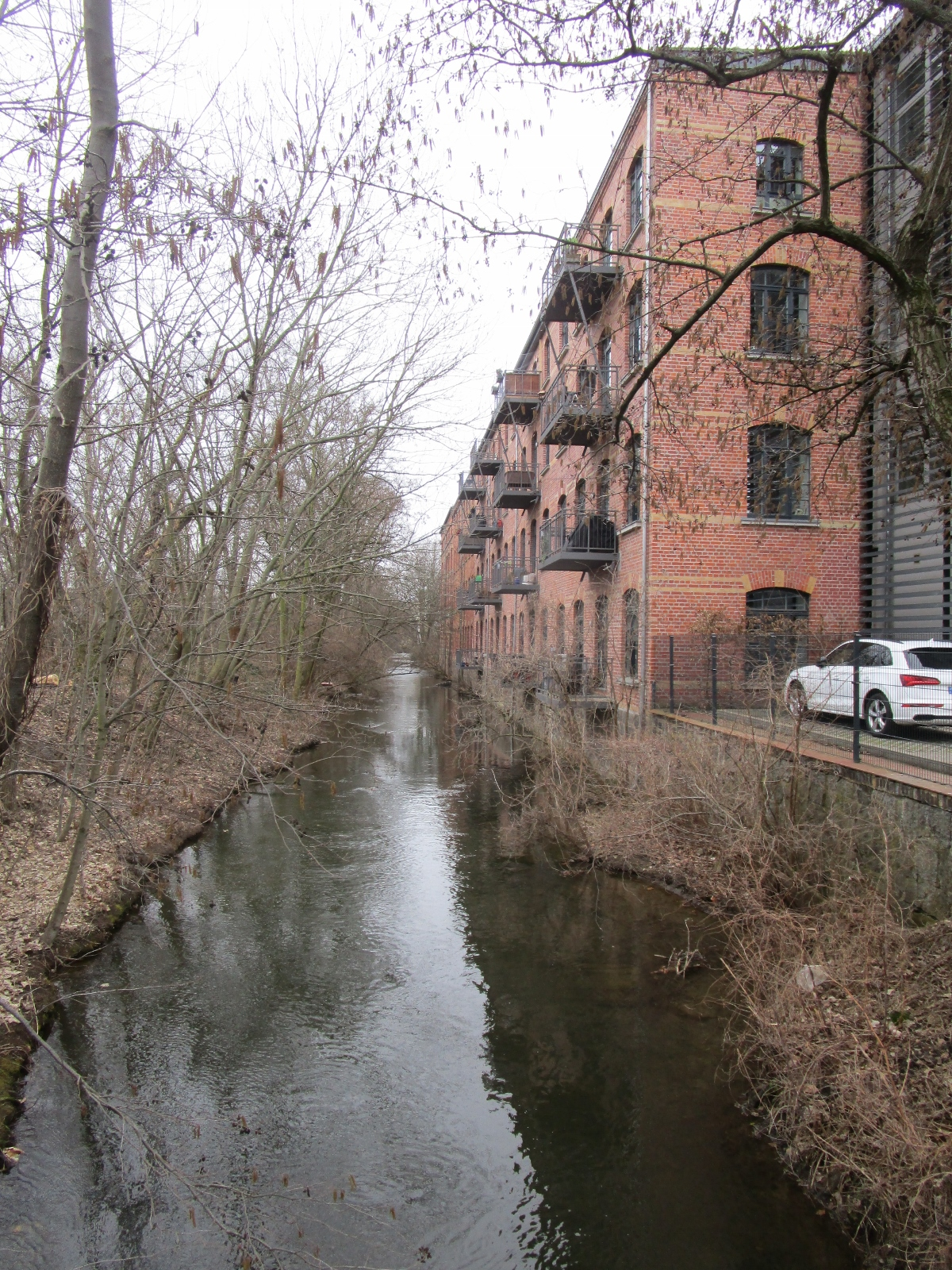
Letzte Wohnbebauung vor dem Leipziger Auwald etwa in der Mitte des Flusslaufes
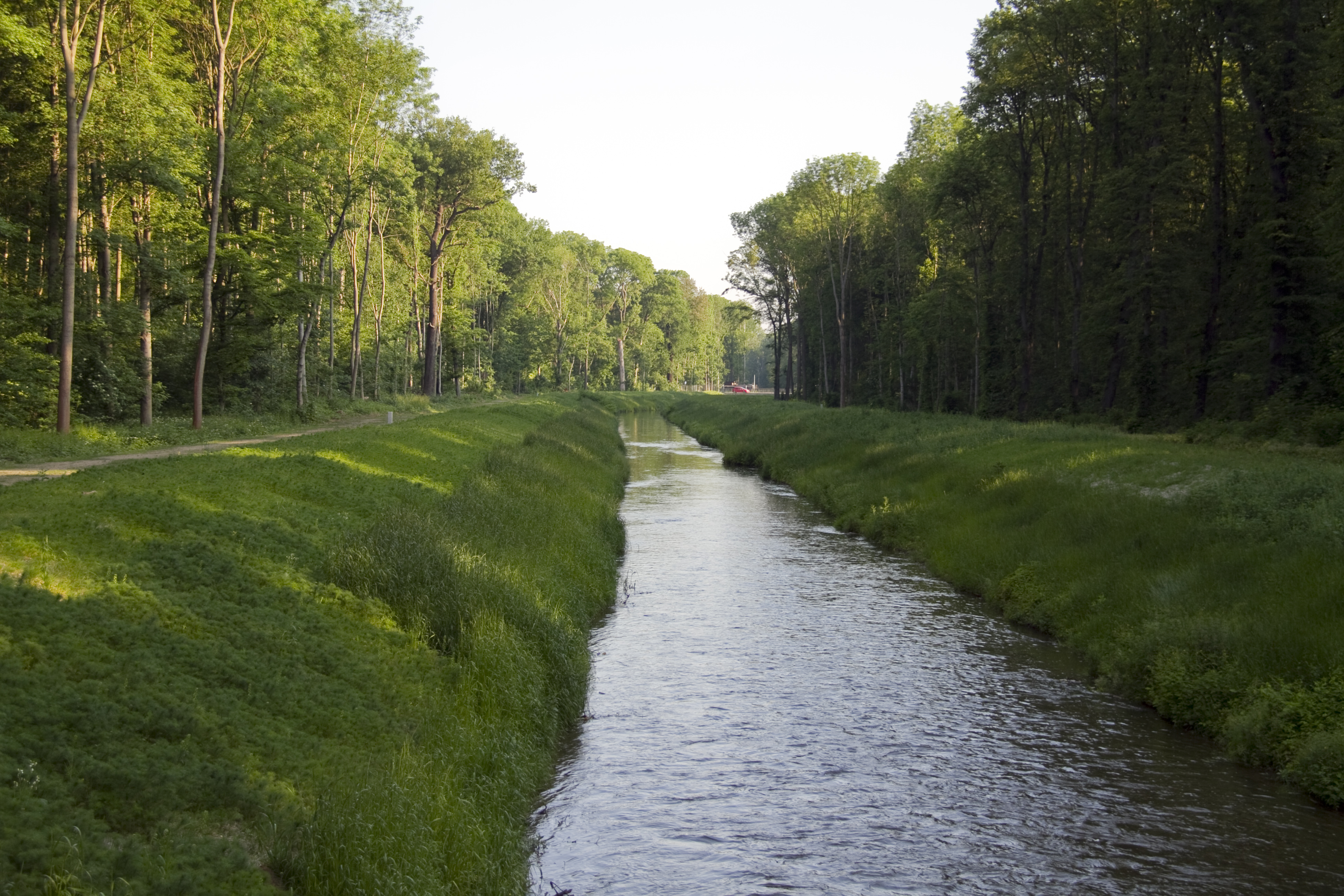
Kleine Luppe nach den Deichertüchtigungs-maßnahmen im Jahr 2011/2012
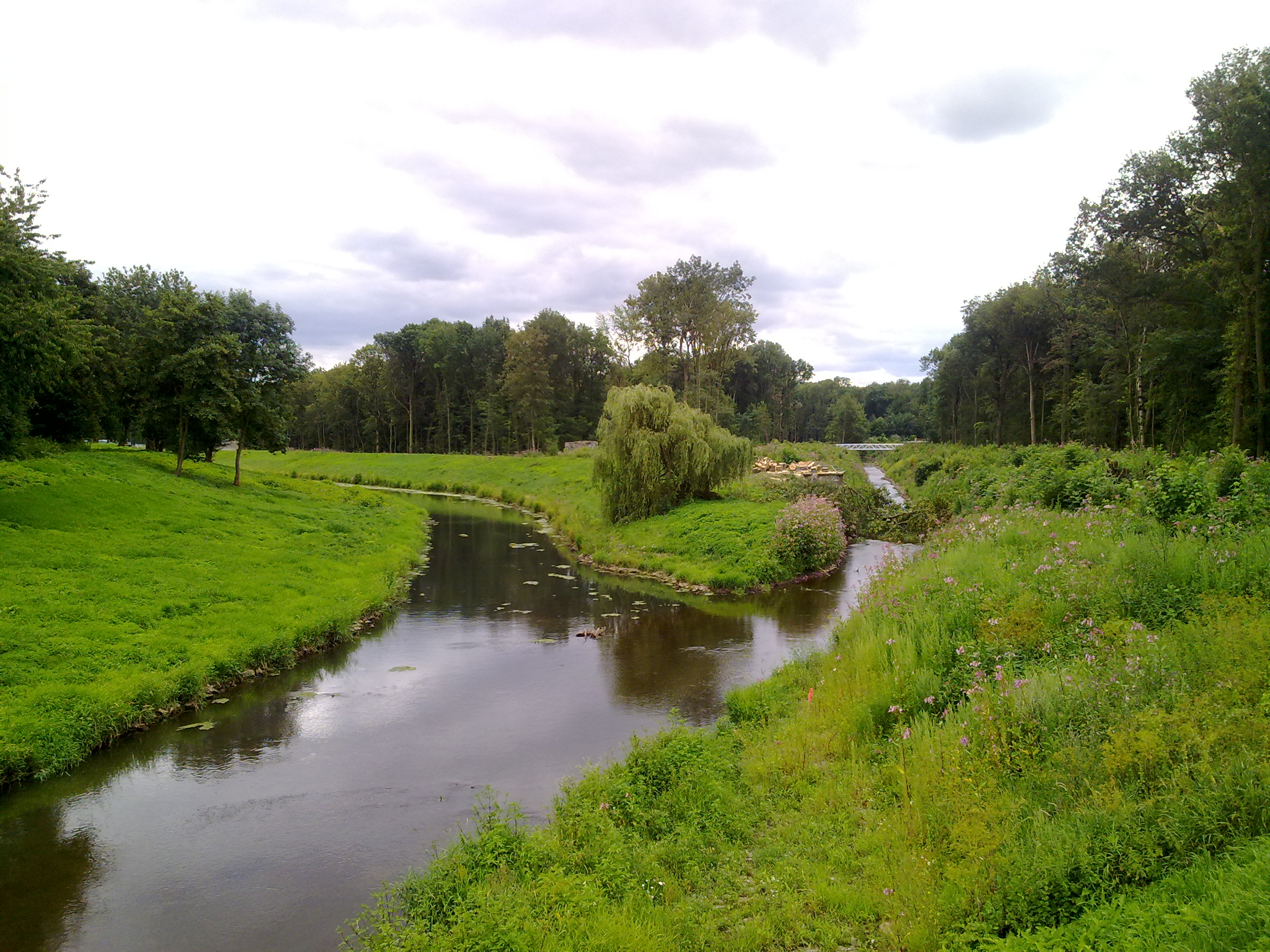
Mündung der Kleinen Luppe (rechts) in die Nahle (links)